# Arkangel Divino
Arkangel Divino, tidigare Arkangel Celestial, född okänt år i Aguascalientes i Mexiko, är en luchador (fribrottare). Han har för närvarande kontrakt med Lucha Libre AAA Worldwide där han brottas under namnet och karaktären Bengala.
Arkangel Divino är självlärd, och har således ingen maestro (tränare), vilket är ytterst okonventionellt inom lucha libre, och särskilt med tanke på den nivå han brottas på. Arkangel Divino har heller aldrig brottats professionellt med en mask, vilket också är mycket ovanligt och går emot traditionen.
Istället började Arkangel Divino sin karriär cirka 2006 med att tillsammans med sin bror Ultimo Maldito, brottas på gatan i hemstaden Aguascalientes, och senare i både Mexicali och Tijuana i norra Mexiko där de båda kom att ha sin bas. De brottades på övergångsställen och vid rödljus och tiggde sedan pengar från bilisterna. Samtidigt spelade de in filmer från brottningarna och klippen lades upp på Youtube, där de fick uppmärksamhet. 

## Karriär
Den 22 november 2013 gjorde han sin debut som professionell fribrottare då han och hans bror Ultimo Maldito blev inbjudna att delta i Lucha Libre AAA Worldwide. De brottades i en inofficiell första match, som inte sändes på TV. I matchen gjorde Arkangel Divino sin egen version av manövern 'La Mistica', skapad av Carístico, som sedan kom att vinna pris för "Årets ögonblick" i TV-programmet Tercera Caída.

### The Crash Lucha Libre 2016–2018
År 2016 skrev han på för Tijuana-baserade The Crash Lucha Libre, ett av de då största oberoende förbunden i Mexiko bakom CMLL och AAA och den 13 augusti samma år gjorde han sin debut för promotionen. Den 21 januari 2017 vann han titeln "The Crash Junior Title" när han besegrade Black Danger. Han skulle komma att försvara titeln i tre matcher under året innan han förlorade den 25 december samma år till Black Boy.

### Lucha Libre AAA Worldwide 2018–
I april 2018 gick Arkangel Divino över till Lucha Libre AAA Worldwide. Den 20 april gick han sin debutmatch i det nya förbundet i sin nya hemstad, Tijuana. Matchen belönades med 4,5 stjärnor (av 5 möjliga) i den amerikanska tidskriften Wrestling Observer Newsletter. Den 3 juni 2018 brottades han i sitt första pay-per-view-evenemang, Verano de Escándalo i Monterrey. Han brottades flitigt i TV-sända matcher i AAA under 2018 och första hälften av 2019, ofta i första eller andra matchen vid ett evenemang. Han var inte ett av de stora namnen, men hans matcher fick ofta goda recensioner av kritiker. 
Den 8 september 2019 tog han vid ett evenemang i Puebla över karaktären Bengala, som använts av flera fribrottare i AAA. Han använder dock fortfarande namnet Arkangel Divino när han brottas utanför AAA (vilket tillåts av AAA, dock inte gällande direkt konkurrerande förbund som CMLL).